# Pyrrhoneura saccharicida
Pyrrhoneura saccharicida är en insektsart som beskrevs av George Willis Kirkaldy 1906. Pyrrhoneura saccharicida ingår i släktet Pyrrhoneura och familjen Derbidae. Inga underarter finns listade i Catalogue of Life.